# Route nationale 697
Die Route nationale 697, kurz N 697 oder RN 697, war eine französische Nationalstraße, die von 1933 bis 1973 zwischen der ehemaligen Nationalstraße 151bis südwestlich von Saint-Amand-Montrond und Chénerailles verlief. Ihre Länge betrug 73 Kilometer.